# Anywhere (Passenger)
Anywhere è un singolo del cantautore britannico Passenger, pubblicato nel 2016 ed estratto dall'album Young as the Morning, Old as the Sea.

## Tracce
- Download digitale

1. Anywhere – 3:36